# Джестервілл (Меріленд)
Джестервілл (англ. Jesterville) — переписна місцевість (CDP) в США, в окрузі Вікоміко штату Меріленд. Населення — 179 осіб (2020).

## Географія
Джестервілл розташований за координатами 38°17′26″ пн. ш. 75°53′24″ зх. д. / 38.29056° пн. ш. 75.89000° зх. д. (38.290479, -75.889929).  За даними Бюро перепису населення США в 2010 році переписна місцевість мала площу 4,71 км², з яких 4,11 км² — суходіл та 0,61 км² — водойми.

## Демографія
Згідно з переписом 2010 року, у переписній місцевості мешкало 188 осіб у 84 домогосподарствах у складі 49 родин. Густота населення становила 40 осіб/км².  Було 104 помешкання (22/км²).
Расовий склад населення:
| - 67,0 % — білих - 28,7 % — чорних або афроамериканців |

До двох чи більше рас належало 3,7 %. Частка іспаномовних становила 1,6 % від усіх жителів.
За віковим діапазоном населення розподілялося таким чином: 18,6 % — особи молодші 18 років, 63,3 % — особи у віці 18—64 років, 18,1 % — особи у віці 65 років та старші. Медіана віку мешканця становила 48,8 року. На 100 осіб жіночої статі у переписній місцевості припадало 86,1 чоловіків;  на 100 жінок у віці від 18 років та старших — 75,9 чоловіків також старших 18 років.
Цивільне працевлаштоване населення становило 18 осіб. Основні галузі зайнятості: освіта, охорона здоров'я та соціальна допомога — 100,0 %.